# Jürgen Malitz
Jürgen Malitz (* 4. Januar 1947 in Düsseldorf) ist ein deutscher Althistoriker.

## Leben
Jürgen Malitz studierte Geschichte an der Universität Freiburg. Seit 1967 ist er Mitglied des Corps Rhenania Freiburg. Er wurde 1974 in Freiburg promoviert. Dort war er anschließend Assistent und wurde 1980 habilitiert. Von 1990 bis 2011 hatte er den Lehrstuhl für Alte Geschichte an der Universität Eichstätt inne. Seine Forschungsschwerpunkte sind die antike Historiografie, die Geschichte der römischen Kaiserzeit, die Geschichte der Juden in der Antike und die Geschichte der Altertumswissenschaft.
Malitz ist Gründer und zusammen mit Gregor Weber Herausgeber der bibliografischen Datenbank Gnomon Online, der Gnomon Bibliographische Datenbank. Internationales Informationssystem für die Klassische Altertumswissenschaft und der Numismatischen Bilddatenbank Eichstätt. Zudem ist er Übersetzer antiker Autoren (Nikolaos von Damaskus). Des Weiteren ist er Herausgeber von Stellenregistern zu Werken Theodor Mommsens. Im März 2005 war er einer der Erstunterzeichner eines offenen Briefes „haGalil muss weitergehen!“ an die Bundesfamilienministerin und an den Bundeskanzler. Hier wurde dagegen protestiert, dass sich die Bundesregierung aus dem Projekt „Aufstand der Anständigen“ zurückziehen wollte, das sich aktiv am Kampf gegen Antisemitismus in Deutschland beteiligt.

## Schriften (Auswahl)
- Schriftenverzeichnis Jürgen Malitz. S. 7–10 (online).
- Ambitio mala, Studien zur politischen Biographie des Sallust (= Saarbrücker Beiträge zur Altertumskunde. Band 14). Habelt, Bonn 1975, ISBN 3-7749-0901-6 (Dissertation).
- Die Historien des Poseidonios (= Zetemata. Heft 79). C. H. Beck, München 1983, ISBN 3-406-09679-4 (Habilitationsschrift).
- Nero (= C. H. Beck Wissen). C. H. Beck, München 1999, ISBN 3-406-44605-1 (übersetzt ins Spanische und Englische).
- Nikolaos von Damaskus. Leben des Kaisers Augustus (= Texte zur Forschung. Band 80). Wissenschaftliche Buchgesellschaft, Darmstadt 2003, ISBN 3-534-14676-X.